# Barnim
Barnim – męskie imię pochodzenia słowiańskiego. Było spotykane wśród książąt pomorskich.
Skrót od imion zaczynających się na „Barni-”, czyli „Broni-”, jak np. Bronimir czy Bronisław, których wersje pomorskie wyglądają: Barnimir i Barnisław.
Barnim imieniny obchodzi 27 października.

## Władcy Pomorza noszący imię Barnim
- Barnim I Dobry[1]
- Barnim II
- Barnim III Wielki
- Barnim IV
- Barnim V
- Barnim VI
- Barnim VII
- Barnim VIII
- Barnim IX(XI) Pobożny (Stary)[2]
- Barnim X Młodszy.